# Trofeo Jaumendreu
Die Trofeo Jaumendreu (katalanisch Trofeu Jaumendreu) war ein spanischer Radsportwettbewerb, der als Eintagesrennen rund um Barcelona veranstaltet wurde.

## Geschichte
Die Trofeo Jaumendreu wurde 1945 begründet und fand bis 1969 statt. Das Rennen hatte 24 Ausgaben. Von 1963 bis 1969 war das Rennen Bestandteil der Katalanischen Woche mit eigener Wertung.

## Sieger
- 1945  Miguel Poblet
- 1946  Bernardo Ruiz
- 1947  Miguel Poblet
- 1948  Francisco Masip
- 1949  Antonio Gelabert
- 1950  Francisco Masip
- 1951  Mariano Corrales
- 1952  Francisco Tarragona
- 1953  José Segú
- 1954  Aniceto Utset
- 1955  Salvador Botella
- 1956  Miguel Bover Pons
- 1957  Antonio Ferraz
- 1958 nicht ausgetragen
- 1959  Juan Campillo
- 1960  Antonio Bertrán
- 1961  José Martín Quesada
- 1962  Salvador Rosa
- 1963  Fernando Manzaneque
- 1964  Joseph Novales
- 1965  Gregorio San Miguel
- 1966  Antonio Gómez del Moral
- 1967  José Pérez Francés
- 1968  Paul Lemeteyer
- 1969  Dino Zandegù